# جان پیک
جان پیک (انگلیسی: John Peake؛ زادهٔ) طراح بازی و کارآفرین اهل بریتانیا است، که در سال ۱۹۷۵ شرکت گیمز ورکشاپ را تأسیس کرد.